# شاگانگ
شاگانگ (انگلیسی: Shagang) شرکت فولادسازی چینی است، که در زمینه تولید فولاد، آهن، میل‌گرد، فولاد ضد زنگ و محصولات نیمه ساخته فولاد فعالیت می‌کند و به‌عنوان هفتمین شرکت فولاد جهان شناخته می‌شود.
شرکت شاگانگ در سال ۱۹۷۵ تأسیس شد و در حال حاضر ظرفیت تولیدی در حدود ۱۰ میلیون تن فولاد و آهن در سال را دارا می‌باشد. دفتر مرکزی این شرکت در شهر جیانگسو، چین قرار دارد.